# Bedworth
Bedworth este un oraș în comitatul Warwickshire, regiunea West Midlands, Anglia. Orașul se află în districtul Nuneaton and Bedworth. 